# Domingo Rosario
Domingo Rosario (19 de agosto de 1964 en el Ingenio Quisqueya hoy Municipio Quisqueya, República Dominicana) es un exbalocestista dominicano, maestro de educación física y miembro del Salón de la Fama de Deportistas Petromacorisanos.

## Trayectoria deportiva
Domingo Rosario curso en la University of the Pacific en los Estados Unidos,  en el año 1984. En la University of the Pacific fue capaz de establecer estudiante de primer año récords, que al momento no han sido superado; entre estos récords están: líder en puntos, con 396; mejor averaje para un jugador de primer año, con 14.1; más canastos encestados, con 144; más lances, con 331; más tiros libres en un juego, con 13; tiros libres encestados en una campaña, con 96; tiros libres en un juego, con 17 y más tiros libres en una temporada, con 141”.
Se convirtió en el primer deportista en ser escogido para ingresar a la inmortalidad del Salón de la Fama de Deportistas Petromacorisanos.
Rosario es un exjugador estrella del baloncesto nacional que ayudó al club Mauricio Báez a implantar una minidinastía entre 1984 y 1986, además de ser miembro de diferentes selecciones nacionales, como de Centrobasket y Juegos Centroamericanos y del Caribe. Es el primero seleccionado de entre ocho deportistas que serán elevados al altar de la inmortalidad en la versión del 2014 del Salón de la Fama de esta ciudad